# 很黄很暴力
很黄很暴力，是一句在2007年底产生、2008年初迅速窜红的网络流行语。源于北京市的学生在接受中国中央电视台《新闻联播》采访时的回答，由此引发了广大网民的关注，成为2008年初中國大陸最受关注的网络事件，对网络文化立即产生了广泛影响。雖然只經過數天的傳播，以「很黃很暴力」作為關鍵字在搜尋引擎搜索，結果已經在三百萬条以上。

## 事件经过
2007年12月27日，中国中央电视台《新闻联播》播出了一则标题为“净化网络视听环境迫在眉睫”的新闻影片。该新闻主要内容是：目前中国网络视频服务日益增多，大量色情、暴力视频充斥网络，对青少年健康成长产生了不利影响；呼吁立法机构和政府职能部门尽快制定相关的法律、法规，以净化网络环境。新闻中以播出受访者真实姓名的方式采访了一位在北京市海淀区的名為张殊凡的小学生，這名小学生在采访中说道：
|  | 上次我查资料，突然蹦出一个窗口，很黄很暴力，我赶快给关了。 |

事后猫扑论坛的网民率先将其视频片段发布於互联网上，并号召「人肉搜索」等，瞬间引起了强烈的反响和各种随之而来的恶搞文化。
由于“很黄很暴力”此语与其年龄的不相称，并且很多网民认为在网页中色情和暴力内容很容易分别，色情與暴力在一張網頁上同時出現的可能并不多，因此部分网民懷疑這句話是央視記者事前所教導的。网民迅速通过搜索引擎查找到該小學生的个人資料，包括出生年月、所在学校、平时成绩等。各大论坛对此有大量讨论，同时也产生了很多与此相关的恶搞作品。有人畫出以張姓小學生為主角的單格惡搞漫畫，描繪她衣衫不整，使人聯想到她受到別人「很黃很暴力」的對待。也有人惡搞中國十大「很黃很暴力」的網站，其中央視網站就排名第一位。還有網民推出「很黃很暴力事物排行榜」、「体坛八大很黄很暴力事物」等，包括《辛普森一家》、皮卡丘（很黄）和李小龍（很暴力）等均被列入。
因为与早些时候出现的流行语“很好很强大”的相似性，“很黄很暴力”顿时引發网民的广泛讨论，迅速窜红成为2008年的第一个网络热门词汇。在2008年1月4日的Google热榜关键字中，這位张姓小學生的名字一直保持在第一的位置。
不过，中国网络对此一事件也开始了部分的封杀行动。部分门户网站已经删除了相关新闻页面。在百度貼吧方面，「很黃很暴力吧」已遭關閉；以该小学生姓名為名的“贴吧”虽尚存，但已无法正常发贴。網络上該則新聞的視頻片段與惡搞視頻紛紛遭刪除。

## 評論
《南方都市報》指稱：「按照网友们一般的经验及中国网络的现状，一个13岁的女孩子，如果不是刻意去查找，基本没什么可能看到一个『很黄很暴力』的网页」，「报道中对女孩的形象和姓名未做任何处理。而且该女孩自述经历的真实性有疑，如果像许多网民质疑的那样是出自记者的导演，那么造假莫过最严重的伦理问题。」因此該小學生說的「很黃很暴力」一語「这极有可能是经过记者授意，配合采访才编造出来的台词」。也有媒体指出，这次网民的恶搞「背后折射出的是却是网友们对中央电视台造假和中共中央宣传部『净网』行动的一次集中性的口水式爆发」，也是長期以來對央視新聞製播過程的積怨和不滿，及中国政府网络封锁与监控行为的发泄。台灣的《聯合報》也指出，在該小學生「『指控』網路『很黃很暴力』不到兩天，中國廣電總局就發布公告，拿網路電視類網站開刀，將其納入『監管』。網友們群情激憤認為，有關學生的出現和說『假話』，只是有關部門為管控網路造勢而已。 」
不過，也有不少評論對網民們指名道姓的消遣該小學生而感到不滿。網路上出現了一封自稱是該小學生父親的信件，內容稱：「上网看了你们的帖子和言论简直忍无可忍，你们真的很过分。」「仅仅是个孩子，世界观、人生观尚未成熟，也许某些话说得不够得体，但这是你们肆意攻击侮辱她的理由吗？」「更有甚者，还『PS』（注：指PhotoShop）色情漫画侮辱她的人格」。也有網民批評：「不要以为自己牛气哄哄说自己恶心CCTV造假之类，可是你怎么不恶心恶心自己无聊低俗到对待一个小女孩纠缠不放呢？」。有報導認為，該小學生不过是在极偶然的情况下充当了网民情绪宣泄的道具。
大部分的中國媒體輿論均淡化央視在“很黃很暴力”事件中的角色，而著重於個人隱私的面向，強調保護未成年人隱私權的重要性；同時也批判網路惡搞風氣，稱其為「群体暴力」、「文化怪胎」。《三联生活周刊》文化部主笔，作家王小峰也認為，無論是央視還是網民，都缺乏“保護未成年人”的意識。也有媒體認為，當事人「需要的也是成人善意地批评、教育，而不是抱着『看客』的心态去冷嘲热讽」。

## 衍生
随着“很黄很暴力”的流行，出现了以这句流行语的漢語拼音“hen.huang.hen.bao.li”为域名的网站，这种域名称为域名hack。该站的内容简单，使用了一套Digg程序，由网友来提交所谓“很黄很暴力”的内容；其中“够黄够暴力”的部分将显示到首页，并且根据网友投票选举其中“最黄最暴力”内容。目前此网站只留下“hen.huang.hen.bao（暴）.li”的字符以及站长的邮箱地址。
日本職棒阪神虎隊與中華職棒兄弟象隊，因其代表色為黃色，且擁有廣大熱情球迷基礎，有時球迷發生脫序行為時，臺灣網友會以「很黃很暴力」調侃之。

## 参見
- 很好很强大
- 很傻很天真
- 心神不宁
- 网络语言
- 網路爆紅現象
- 傳媒暴力研究